# Джерело «Піски»
Джерело «Піски» — гідрологічна пам'ятка природи місцевого значення. Розташована на території с. Шура-Мітлинецька Гайсинського району Вінницької області. Оголошена відповідно до рішення Вінницького облвиконкому від 29.08.1984 р. № 371. Охороняється великодебітне джерело ґрунтової води, яке живить р. Мачуху – притоку р. Соб.